# Abbubaker Mobara
Abbubaker Mobara (Cidade do Cabo, 18 de fevereiro de 1994) é um futebolista profissional sul-africano que atua como defensor, atualmente defende o Orlando Pirates.

## Carreira
Abbubaker Mobara fez parte do elenco da Seleção Sul-Africana de Futebol nas Olimpíadas de 2016.